# Балк-Полев, Павел Фёдорович
Па́вел Фёдорович Балк-По́лев (1690 — 1743) — участник Северной войны и ряда других экспедиций петровского времени; капитан, затем камергер. В последовавшие за Петром I царствования — тайный советник, кавалер ордена Александра Невского.
Представляет третье поколение дворянского рода Балков-По́левых, и является родоначальником ветви с двойной фамилией (отец и дед, а также брат носили фамилию Балк).

## Биография
Старший сын генерал-поручика Фёдора Николаевича Балка от его брака с Матрёной (Модестой) Ивановной Монс (старшая сестра Анны Монс). Младший брат —  генерал-поручик и камергер Пётр Балк. Князь М. М. Щербатов упоминает ещё об одном младшем брате Павла — Якове:

камер-юнкеры её, Пётр и Яков Фёдоровичи Балковы,… которые также при несчастии его были от двора отогнаны.— Щербатов М. М. О повреждении нравов в России.
 Самому Петру в описываемый момент было 12 лет, и Яков, также оказавшийся в пажах при «собственном дворе» Екатерины I, не мог быть моложе его. Однако других сведений о Якове Фёдоровиче Балке в энциклопедических источниках нет. Сестра Наталья (1699–1763), в замужестве Лопухина.
В 1706 году начал службу в Воронежском пехотном полку солдатом. В начале 1708 года получает чин прапорщика. Летом этого же года участвует в сражении при Лесной, после которого произведён в поручики. В 1710 году «за отличие при взятии Эльбинга» пожалован в капитаны армии. Правда, историки утверждают, что Эльбинг был оставлен шведами русским без боя. В 1715 году с понижением в чине до поручика переведён в Преображенский полк.
В 1716 году поручик Балк-Полев включён в состав подразделения этого полка, которое совершило поход на галерах до Копенгагена. В 1717 году Павел Фёдорович переходит на придворную службу. 11 мая 1724 года он пожалован в камергеры. Однако последние месяцы жизни и царствования царя-реформатора на семью Балков со всей силой обрушиваются петровские репрессии. По анонимному доносу, полученному Петром I 7 ноября 1724 года, через 6 дней арестовывают и заключают в крепость мать Павла Фёдоровича, Матрёну (Модесту) Монс. Участие в её допросах принимал лично царь, отличавшийся в этих делах крайней жестокостью. После скоротечного следствия Матрёну подвергают публичному наказанию кнутом на Сенатской площади и немедленно отправляют по этапу в Тобольск, а её брату Виллиму (которого аноним помимо прочего обвинял в связях с супругой императора, Екатериной), отрубают голову. Младшего сына, 12-летнего Петра (род. в 1712 году) — пажа при императрице — отправляют чином сержанта в одну из тогдашних «горячих точек», в войска, находящиеся в Персии под командованием генерала Матюшкина. Туда же, с понижением в чине до капитана, направляют и Павла Фёдоровича.
По вступлении на престол Екатерина Алексеевна немедленно принимает меры к реабилитации жертв репрессий своего мужа. «Ради поминовения блаженной и вечно достойной памяти» императорского величества и «для своего многолетнего здравия» Екатерина I повелевает вернуть с дороги в Сибирь Матрёну Балк и «быть ей в Москве» (где та и проживала). Сыновей её из Персии отозвали, вернули им прежние чины, и Павел Фёдорович вновь вернулся ко двору камергером. Пётр II наградил П. Ф. Балка-Полева орденом Александра Невского.
Императрица Анна Иоанновна произвела камергера в тайные советники. При этом, как утверждает академик князь Щербатов, несмотря на все старания угодить и Анне, и Бирону сам Балк «ни в какие дела впущен не был».

## Семья
Первая жена (с 26 мая 1723 года) — Мария Фёдоровна Полева (170? —22.03.1733), при вступлении в брак с высочайшим указом к его фамилии была присоединена фамилия Полев, старинный дворянский род Полевых пресекался на покойном отце его супруги. В браке было три дочери: 

Помянутому Павлу Фёдоровичу Балку по указу блаженной и вечной славы достойной памяти государя императора Петра Первого повелено, по случаю женитьбы его на рождённой от фамилии Полевых Марье Фёдоровне, последней в роде, принять и фамилию Полевых.— VI часть родословной книги Московской губернии
- Матрёна Павловна (1723—1793), фрейлина, с 1749 года замужем за фаворитом Екатерины II С. В. Салтыковым (1726—1765).
- Наталья Павловна (1726—1791), с 1749 года была замужем за князем П. М. Щербатовым (1724—1760).
- Мария Павловна (1728—1793), фрейлина, статс-дама, с молодых лет близкая к Екатерине II особа. С 1746 года была замужем за С. К. Нарышкиным.

Вторая жена (с 29 января 1735 года) — Анна Дмитриевна Порецкая (ум. до 1763), дочь бригадира Дмитрия Ларионовича Порецкого. Венчались в Петербурге в Исаакиевском соборе. Их сын:
- Фёдор Павлович (не ранее 1735—1787), единственным продолжатель рода Балков, у младшего брата его отца Петра сыновей не было.
  - Пётр Федорович (1777—22.07.1849[7]), дипломат, последний представитель рода, похоронен в Москве в Новоспасском монастыре.

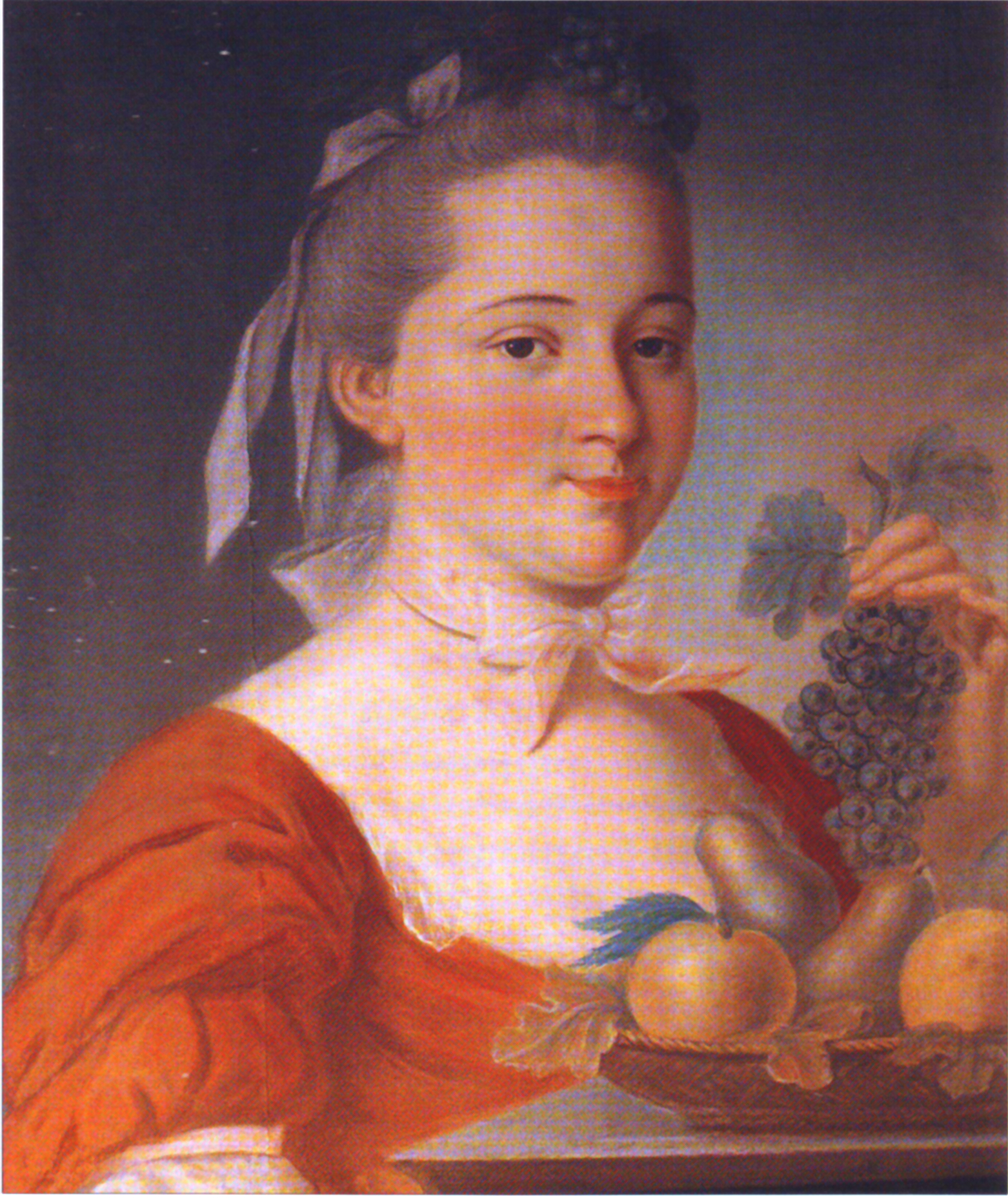
Матрёна Павловна, дочь
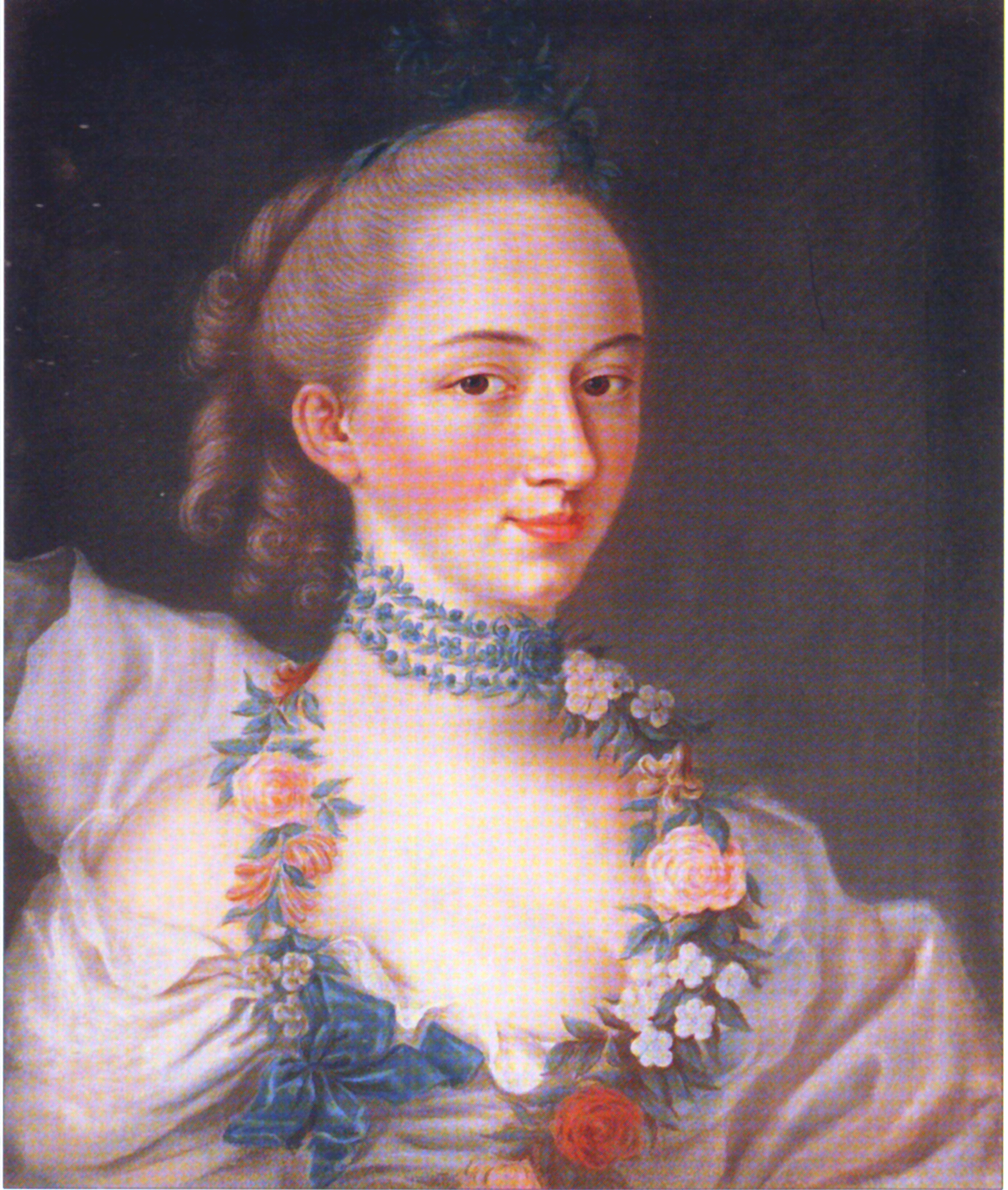
Наталья Павловна, дочь
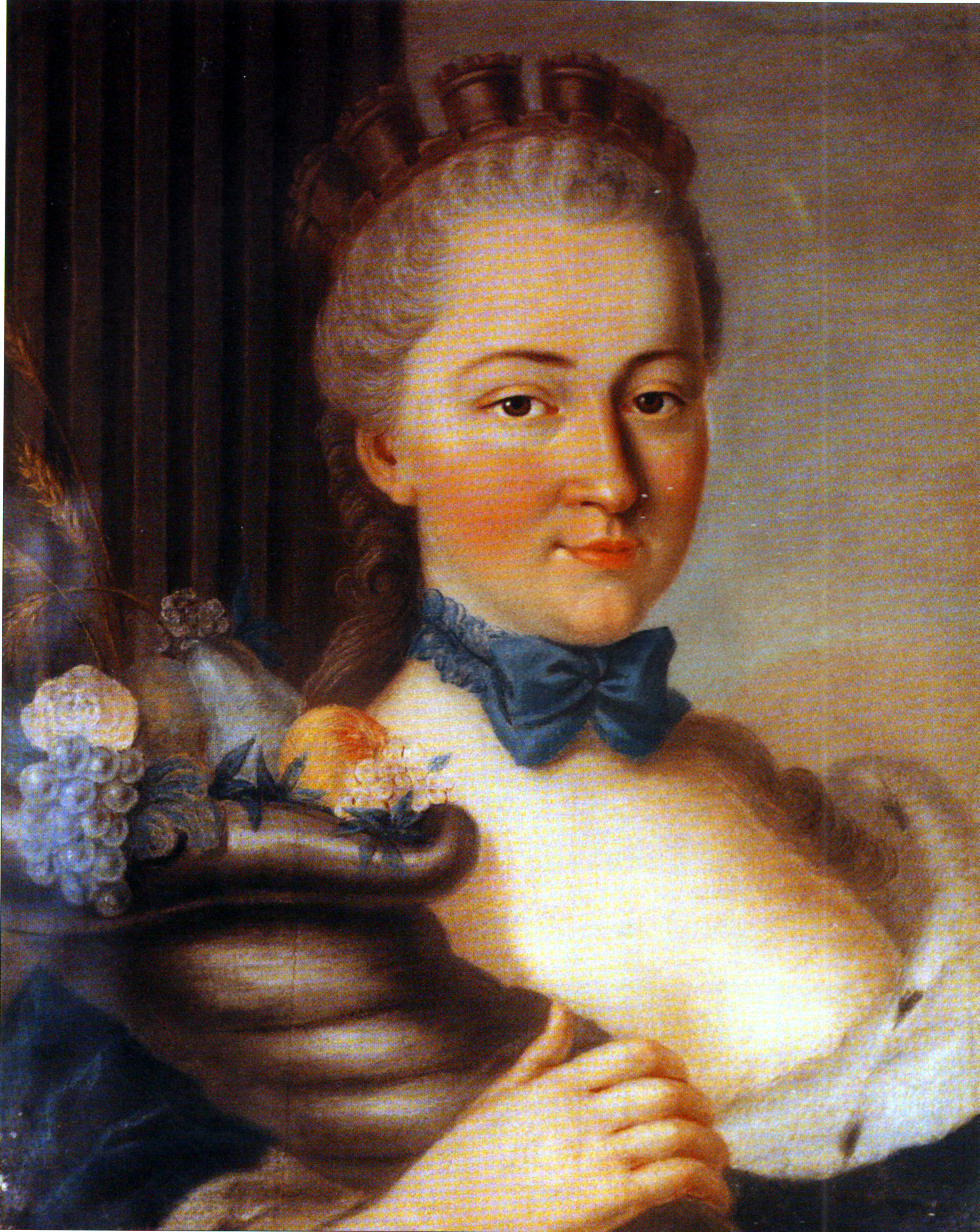
Мария Павловна, дочь

## Дом на Миллионной
В 1727 году восстановленному в чине камергера Павлу Фёдоровичу был пожалован дом «в 34 покоя», выстроенный по проекту адмиралтейского архитектора И. К. Коробова на Миллионной улице, возле здания Главной аптеки — неподалёку от Зимнего дворца. В 1738 году Павел Фёдорович освятил в этом доме церковь во имя Иоанна Богослова. После его смерти дом достался младшей дочери, Матрёне. В 1755 году она продала его мужу своей сестры Марии — гофмаршалу Семену Кирилловичу Нарышкину. Другой семейный флигель, на Мойке, был продан канцлеру графу Г. И. Головкину. Убранство церкви Иоанна Богослова в доме на Миллионной увезли в Москву, в особняк Балков на Остоженке.
В начале XIX века бывший дом Балков на Миллионной купил князь П. П. Щербатов. В нём он устроил новую церковь, освятив её во имя иконы Божией матери «Всех скорбящих радости».